# Les oiseaux vont mourir au Pérou (nouvelle)
Pour l’article homonyme, voir Les oiseaux vont mourir au Pérou pour le film.
Les oiseaux vont mourir au Pérou est une nouvelle de Romain Gary, publiée en 1962  dans le recueil Gloire à nos illustres pionniers chez Gallimard.
Ce recueil est réédité en 1975 par les éditions Gallimard, qui lui donnent alors pour titre celui de la nouvelle, celle-ci ayant été adaptée au cinéma par Romain Gary lui-même en 1968.

## Résumé
Adriana, une jolie jeune femme, est abordée par un groupe d'individus avec qui elle s'abandonne sur une plage. Son mari part à sa recherche : il a décidé de tuer cette épouse frigide et nymphomane.